# 1967 في ليبيا
فيما يلي قوائم الأحداث التي وقعت خلال عام 1967 في ليبيا.

## سياسة

### تعيين في المنصب
- 1 أكتوبر – عبد الحميد البكوش رئيس وزراء ليبيا.

## مواليد

### يناير
- 1 يناير – أبو الليث الليبي

### مايو
- 10 مايو – لورينزو بانديني (مواليد 1935)